# Ragnar Ekström (präst i Strängnäs stift)
Gustaf Ragnar Ekström, född den 25 mars 1909 i Stora Malms församling, Södermanlands län, död den 16 december 2003 i Värmdö församling, Stockholms län, var en svensk präst. Han var son till prosten Sam Ekström.
Ekström avlade studentexamen i Södertälje 1927, teologisk-filosofisk examen vid Uppsala universitet 1929 och teologie kandidatexamen där 1933 samt praktiskt teologiskt prov samma år. Efter prästvigningen blev han vice komminister i Taxinge 1934, pastoratsadjunkt i Almby 1935, i Julita 1936 och vice pastor i Sättersta 1936. Ekström blev ordinarie komminister i Kung Karl och Torpa 1938 och i Nikolai församling i Örebro 1947. Han blev kyrkoherde i Tystberga 1962 och i Hallsberg 1968.  Ekström blev ledamot av Nordstjärneorden 1964.